# مدل کوارک

شکل ۱: نه‌گانه شبه‌نرده‌ای مزون. اعضای هشت‌گانه با رنگ سبز نشان داده شده‌اند و یگانه با رنگ سرخابی. نام راه هشت‌گانه برآمده از این طبقه‌بندی است.

در فیزیک ذرات، مدل کوارک یک طرح برای طبقه‌بندی هادرون‌ها بر پایه کوارک‌های ظرفیتشان است. کوارک‌های ظرفیت یک هادرون، آن دسته از کوارک‌ها و پادکوارک‌های هادرون هستند که منشاء اعداد کوانتومی آن هستند. مدل کوارک زیربنای طبقه‌بندی «مزه (3)SU» یا «راه هشت‌گانه» را تشکیل می‌دهد. مدل هشت‌گانه طرح طبقه‌بندی موفقی برای سازماندهی هادرون‌های سبک‌تر پرشماری است که کشفشان در دهه ۱۹۵۰ آغاز شد و تا دهه ۱۹۶۰ ادامه یافت. از اواخر دهه ۱۹۶۰ تأیید آن توسط آزمایشهای تجربی آغاز شد و تا امروز طرح معتبر و مؤثری برای طبقه‌بندی به شمار می‌رود.
هادرون‌ها واقعاً ذرات بنیادی نیستند و می‌توان آنها را به عنوان حالت‌های مقید کوارک‌ها و پادکوارک‌های ظرفیتشان دانست که منشاء اعداد کوانتومی هادرون‌ها هستند. این اعداد کوانتومی برچسب‌های شناسایی هادرون‌ها هستند و دو نوع مختلف دارند. یک دسته آنها برگرفته از تقارن پوانکاره هستند.
مابقی اعداد کوانتومی مزه‌ای مانند ایزواسپین، شگفتی، گیرایش و غیره هستند.
تمام کوارک‌ها عدد باریونی ⅓ دارند. کوارک‌های بالا، افسون و سر بار الکتریکی ⅔+ دارند در حالیکه کوارک‌های پایین، شگفت و ته بار الکتریکی ⅓− دارند. پادکوارک‌ها اعداد کوانتومی با علامت مخالف دارند. کوارک‌ها ذرات اسپین-½ هستند و از این رو فرمیون به شمار می‌روند. هر کوارک و پارکوارکی به صورت انفرادی از فرمول گل-مان-نیشیجیما پیروی می‌کند پس هر مجموعه‌ای از آنها نیز چنین خواهد بود.
مزون‌ها از یک جفت کوارک-پادکوارک ظرفیت ساخته می‌شوند (به همین دلیل عدد باریونی آنها ۰ است)؛ در حالی‌که باریونها از سه کوارک ساخته‌شده‌اند (عدد باریونی آنها ۱ است)